# Желтоголовый крайт
Желтоголовый крайт (лат. Bungarus flaviceps) — ядовитая змея из семейства аспидовых (Elapidae).
Общая длина достигает 1,5—2,1 м. Закруглённая голова не отделена от шеи, длинное и стройное туловище заканчивается коротким хвостом. Имеет достаточно маленькие ядовитые зубы. По спине тянется 13 продольных рядов чешуи. Голова имеет жёлтый или красный цвет. Вдоль спины тянется киль, образованный большой шестиугольной чешуей. Окраска очень контрастная — по тёмному фону идут жёлтые или белые продольные полосы.
Любит дождевые горные леса, сухие места, кустарники, кучи хвороста, очень часто заползает на обрабатываемые земли, во дворы, в дома. Встречается у водоёмов, неплохо плавает. Активен ночью. Питается лягушками, сцинками, млекопитающими, безногими земноводными, ящерицами.
Яйцекладущая змея. Самка откладывает до 12 яиц.
Самая опасная змея в мире, чей яд имеет нейротоксическое свойство. Опасность усиливается довольно агрессивным характером этой змеи, а также её склонностью держаться около жилья человека.
Вид распространён в Малайзии, Индонезии, Таиланде, Вьетнаме, Камбодже, Мьянме.